# 今井詔二
今井 詔二（いまい しょうじ、1951年12月27日 - ）は、日本の脚本家。東京都台東区出身。アニメーション執筆時のペンネームは立花あずま。

## 来歴・人物
小学生の時から脚本家志望だったという。東京都立墨田川高等学校卒業。大学浪人中にシナリオ研究所へ通い始め、そこの講師だったジェームス三木と知り合い、その縁で1974年、22歳の時に『白い滑走路』（TBS系列、第7話　ジェームス三木との共作）で脚本家デビュー。その後映画監督・山本邦彦の内弟子となり、1976年スタートのテレビドラマ『新・二人の事件簿 暁に駆ける』（大映テレビ、朝日放送 他）で脚本家として一本立ち。その後『はみだし刑事情熱系』、『こちら第三社会部』、『天罰屋くれない　闇の始末帖』のメインライターをつとめ、2時間ドラマでは数多くのシリーズを持つなど活動していた。いずれも名字の「今」の字は、「ラ」がクレジット表記されることが多いが、本来は「テ」である。
プロ野球は阪神ファンであることを公言していたことがある。

## 作品

### テレビ・映画
- 白い滑走路（1974年）
- 赤い絆（1977年 - 1978年）
- 明日の刑事（1977年 - 1979年)
- 人はそれをスキャンダルという（1978年）
- コメットさん（1978年 - 1979年）
- 気になる天使たち（1981年）
- ときめきトゥナイト（1982年 - 1983年）※アニメ作品
- セーラー服と機関銃（1982年）
- 噂のポテトボーイ（1983年 - 1984年）
- 胸キュン探偵団（1983年）
- 禁じられたマリコ（1985年 - 1986年）
- タッチ（1985年‐1986年）
- 魔法のアイドルパステルユーミ（1986年）※シリーズ構成を今井詔二名義、脚本を立花あずま名義で担当
- オレの息子は元気印（1987年）
- なかなか!ドジラんぐ（1987年）※今井詔二、立花あずま双方の名義で担当
- ヘヴィ（1990年）
- 検事・若浦葉子（1991年）
- 本当にあった怖い話（1992年）
- 法医学教室の事件ファイル（1992年 - 2018年）
- 運命の森（1994年）
- 八神くんの家庭の事情（1994年 - 1995年）
- はみだし刑事情熱系（1996年 - 2004年）※パート7を除く
- 検察事務官小錦ヤエ子（1997年 - 1998年）
- 京都始末屋事件ファイル（1999年）
- 別れる2人の事件簿（2000年）
- 水戸黄門（2000年）
- 巡査鉄兵の推理日誌（2000年 - 2001年）
- 外科医零子（2001年 - 2006年）
- ざこ検事 潮貞志の事件簿（2002年 - 2005年）
- 火災調査官・紅蓮次郎（2003年 - ）
- 仮面ライダー剣（2004年）※前半メインライター
- さくら署の女たち（2007年）
- 弁天祐美子法律事務所（2007-2009年）
- 緑川警部シリーズ（2009年 - 2012年）
- 西村京太郎トラベルミステリー
  - 第55作「寝台特急カシオペア殺人事件」（2010年）
  - 第65作「伊豆海岸殺人ルート」（2016年）※立花あずま名義で徳永友一との共作
  - 第67作「箱根紅葉・登山鉄道の殺意」（2017年）